# ازدواج تیکو و شیرو
ازدواج تیکو و شیرو (انگلیسی: Tiku Weds Sheru) فیلم هندی طنز کمدی رمانتیک هندی-زبان است که در سال ۲۰۲۳ به نمایش گذاشته شد، این فیلم به نویسندگی و کارگردانی سائی کبیر (Sai Kabir) و تهیه کنندگی کانگانا رانوت تحت نشان مانیکارنیکا فیلمز ساخته شد. بازیگران اصلی نوازالدین صدیقی و اونیت کائور هستند که نقش‌های محوری را بازی کرده‌اند. فیلم در روز ۲۳ ژوئن ۲۰۲۳ از طریق آمازون پرایم ویدئو به نمایش درآمد.